# Fängelsevetenskap
Fängelsevetenskap är sammanfattningen av den kriminalpolitiska strömning, som med utgångspunkt från John Howard under förra hälften av 1800-talet strävade till en humanisering av äldre tiders frihetsstraff i avsikt att förebygga straffens nedbrytande verkan på brottslingen.
I nyare tid har fängelsevetenskapen helt uppgått i kriminologin.